# Baby Bash
Baby Bash, właśc. Ronnie Ray Bryant znany również jako Baby Beesh (ur. 18 października 1975 w Vallejo) – amerykański raper.

## Dzieciństwo
Kariera artysty ma źródła w jego dzieciństwie. Bryant urodził się w rodzinie mieszanej pod względem rasowym i językowym; jego matka jest Meksykanką, ojciec jest biały. Oboje trafili do więzienia, więc przyszłego artystę wychowywała rodzina matki.

## Kariera
Po spotkaniu z raperami w Houston, Bryant zdecydował się przeprowadzić do tego miasta. Nagrywał najpierw z mało znanymi grupami Potna Deuce, Latino Velvet i N2DEEP. Pierwszy solowy album, Savage Dreams, wydany w 2001 roku przez Dope House Records, przyniósł mu dużą popularność. Kolejne albumy wydawał w wytwórni Universal Records. Szczególnie dużą sławę przyniósł mu singel Suga Suga (2003), wydany we współpracy z wokalistą R&B Frankie J, który zajął 7. miejsce na liście przebojów Billboard Hot 100. Jeszcze wyżej, bo na 3. miejsce tej listy, trafił kolejny singel, Obsession.

## Dyskografia

### Albumy
- Savage Dreams (2001)
- Get Wiggy (2002)
- On Tha Cool (2002)
- Untimate Cartel (2003)
- The Smokin' Nephew (2003)
- Menage a Trois [CD & DVD] (2004)
- Smokin Nephew: Screwed & Chopped (2004)
- Super Saucy (2005)
- Shadowyze (2005)
- Cyclone (2007)

### Single
- Sexy Eyes (Da Da Da Da) (feat. Russell Lee) (2003)
- Tha Smokin' Nephew (2003)
- Suga Suga (feat. Frankie J) (2003)
- Obsession (No Es Amor) (Frankie J feat. Baby Bash) (2005)
- Baby I’m Back (feat. Akon) (2005)
- Energy (Natalie feat. Baby Bash) (2005)
- That’s My Lady (Money) (feat. Nate Dogg) (2005)
- Mamasita (feat.Marcos Hernandez) (2005)
- Doing Too Much (Paula Deanda feat. Baby Bash) (2006)
- Cyclone (feat T-Pain) (2007)
- What Is It (feat. Sean Kingston) (2007)